# Rhyncomya callopis
Rhyncomya callopis är en tvåvingeart som först beskrevs av Friedrich Hermann Loew 1856.  Rhyncomya callopis ingår i släktet Rhyncomya och familjen Rhiniidae. Inga underarter finns listade i Catalogue of Life.